# 克韋爾克火山

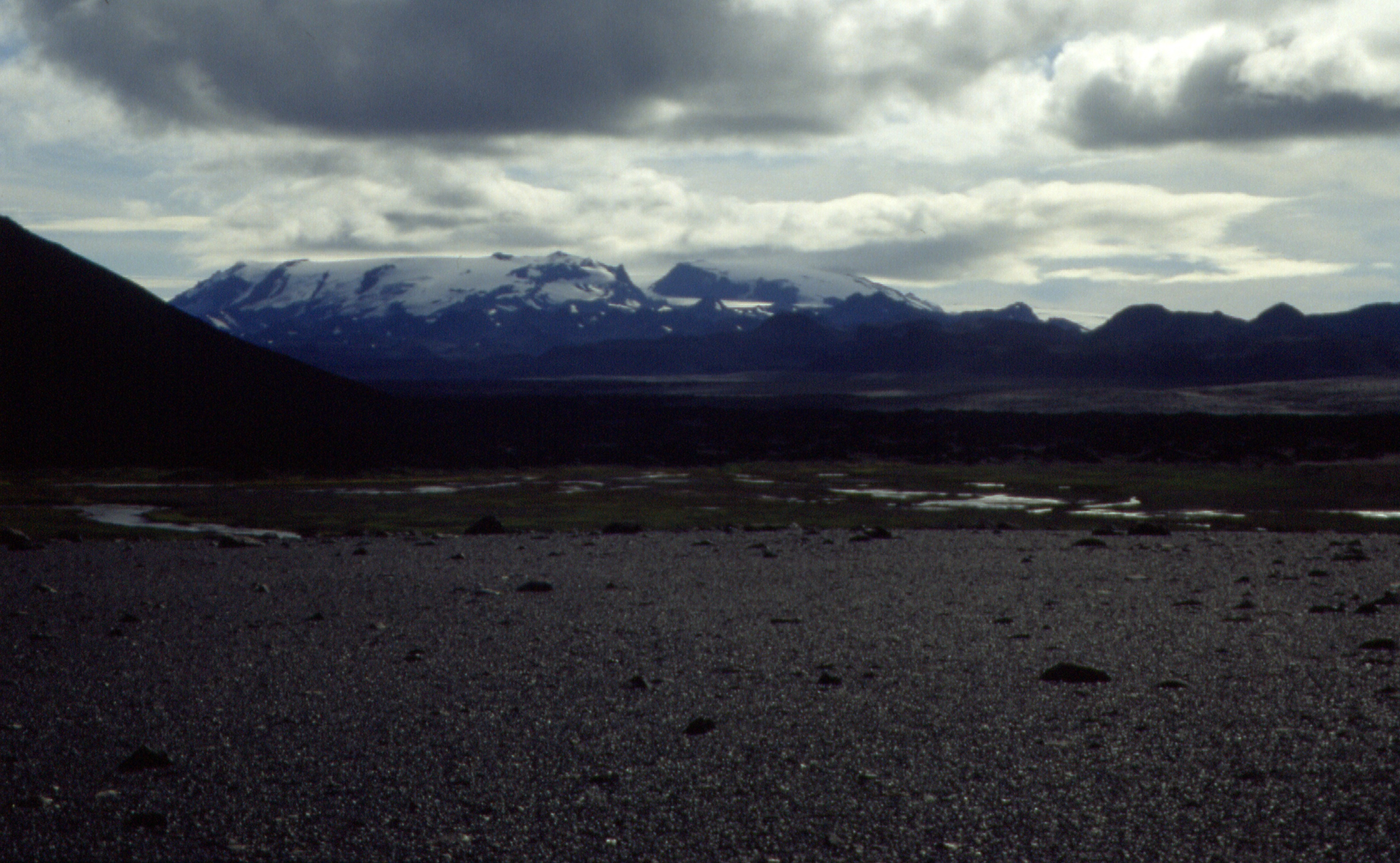
克韋爾克火山

克韋爾克火山是冰島的火山山脈，位於該國東南部，海拔高度1,764米，山體在10萬年前形成，最近一次火山噴發在1968年5月發生，人類在1910年首次成功登頂。

## 外部連結
- Kverkfjöll - picture gallery from islandsmyndir.is
- Photo（页面存档备份，存于）
- ice cave （页面存档备份，存于）